# Estação La Peseta
La Peseta é uma estação da Linha 11 do Metro de Madrid (Espanha).

## História

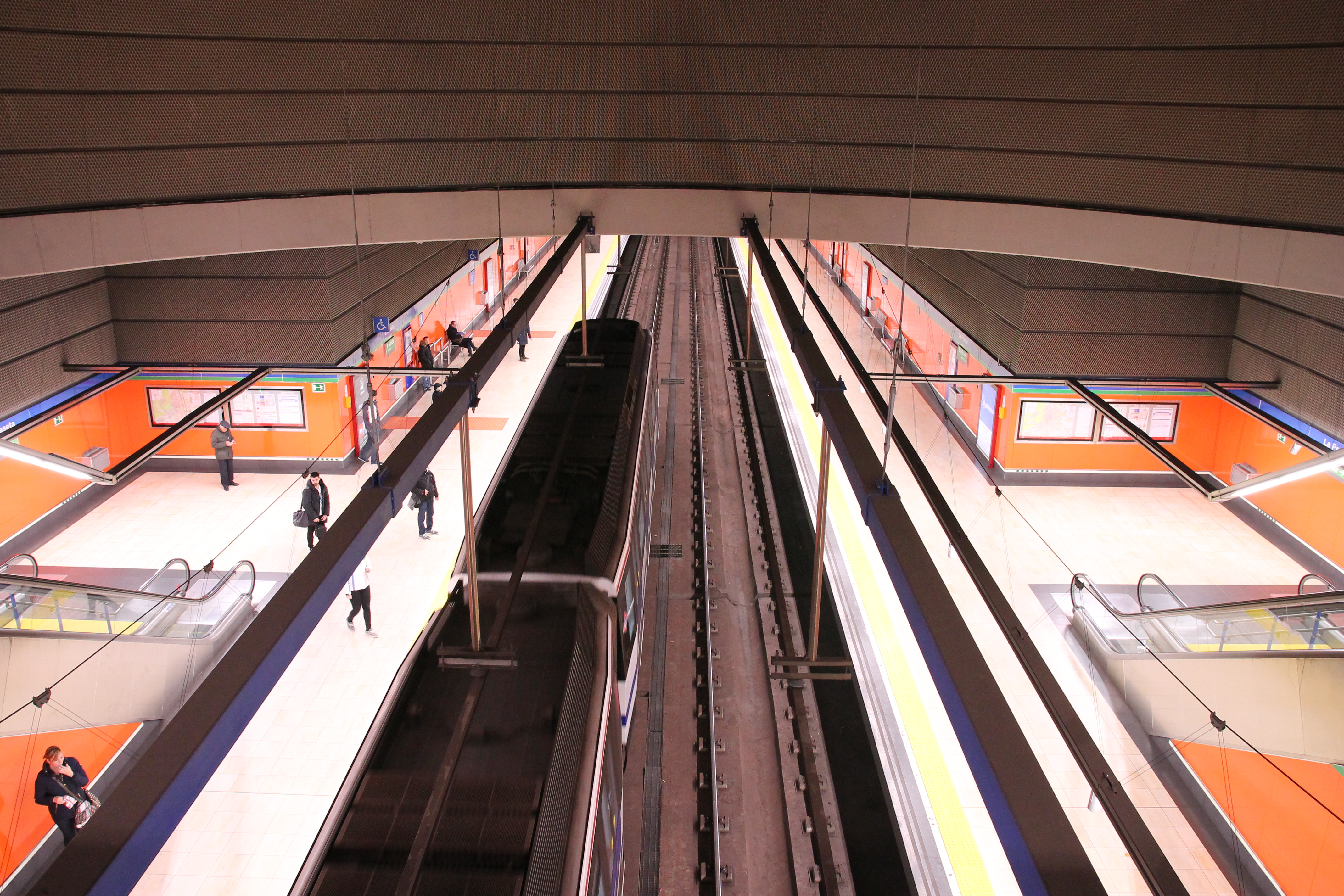
Plataformas de embarque.

A estação foi inaugurada pelo presidente da Comunidad de Madrid, Esperanza Aguirre, e pelo prefeito da capital, Alberto Ruiz-Gallardón, em dezembro de 2006.